# Heterocerus undatus
Heterocerus undatus is een keversoort uit de familie oevergraafkevers (Heteroceridae). De wetenschappelijke naam van de soort is voor het eerst geldig gepubliceerd in 1884 door Melsheimer.